# Zamarada phygas
Zamarada phygas là một loài bướm đêm trong họ Geometridae.